# کانک در بریتانیا
کانک در بریتانیا (به انگلیسی: Cunk on Britain)یک مجموعه تلویزیونی شبه‌مستند بریتانیایی است که توسط چارلی بروکر با بازی دایان مورگان به عنوان شخصیت اصلی ساخته شده است. اولین بار در ‎۱۴ فروردین ۱۳۹۷ از بی بی سی پخش شد و در ‎۱۰ اسفند ۱۳۹۶ پس از یک فصل و پنج قسمت به پایان رسید. 
در این سریال مورگان در نقش فیلومنا کانک، یک گزارشگر تحقیقی بدون‌اطلاع، شخصیتی که در سریال Wipe چارلی بروکر شکل گرفت، بازی می‌کند. در سال ۱۴۰۱ توسط یک سریال مشابه، کانک در زمین دنبال شد.

## طرح
فیلومنا کانک، یک گزارشگر تحقیقی بدون‌اطلاع، تاریخ کشور بریتانیا را از طریق مجموعه‌ای از مونتاژها و مصاحبه‌هایی با کارشناسان بازگو می‌کند که حاوی سؤالات عجیب و غریب یا خنده‌دار است.

## بازیگران و شخصیت ها

### اصلی
- دایان مورگان در نقش فیلومنا کانک

## بازخوردها
ربکا نیکلسون ' گاردین خاطرنشان می‌کند: «این شیوه مصاحبه کانک است که برجسته و احتمالاً یکی از نقاط ضعف آن است. پرسش‌هایی که برای کارشناسان بی‌معناست، در سریال دیگر کارگردان به نام Screenwipe موفقیت‌آمیز بود، و به‌ویژه با دانشگاهیان تاریخ بریتانیا که ادب و حوصله‌شان فقط این پوچی را تشدید می‌کند، به خوبی کار می‌کند.»  آنا لسکیویچ ' نیو استیتمن ، می‌گوید: «موفقیت کانک به‌عنوان یک شخصیت ناشی از شخصیت او به‌عنوان یک کارشناس ناآگاه نیست، بلکه به خاطر عبارات عجیب اوست». 